# Preachin'
Preachin' è un album di Gene Ammons, pubblicato dalla Prestige Records nel 1963. I brani furono registrati il 3 maggio 1962 a Chicago (Illinois).

## Tracce
Lato A
1. Sweet Hour – 3:15 (Brano tradizionale)
2. Yield Not – 2:01 (Brano tradizionale)
3. Abide with Me – 3:18 (Brano tradizionale)
4. Blessed Assurance – 3:18 (Brano tradizionale)
5. The Prayer – 3:00 (Brano tradizionale)
6. You'll Never Walk Alone – 3:44 (Oscar Hammerstein II, Richard Rodgers)

Lato B
1. I Believe – 3:18 (Bill Champlin, Ervin Drake, Irvin Graham, Jimmy Shirl, Al Stillman)
2. Precious Memories – 4:11 (Brano tradizionale)
3. What a Friend – 3:35 (Brano tradizionale)
4. Holy Holy – 2:45 (Brano tradizionale)
5. The Light – 2:49 (Brano tradizionale)

## Musicisti
- Gene Ammons - sassofono tenore
- Clarence Sleepy Anderson - organo
- Sylvester Hickman - contrabbasso
- Dorral Anderson - batteria